# Simbad le calife de Bagdad
Pour plus de détails, voir Fiche technique et Distribution.
Simbad le Calife de Bagdad (Simbad e il califfo di Bagdad) est un film italien réalisé par Pietro Francisci et sorti en 1973.

## Fiche technique
- Titre original : Simbad e il califfo di Bagdad
- Titre français : Simbad le calife de Bagdad[1]
- Réalisation : Pietro Francisci
- Assistants à la réalisation : Umberto Russo ; Vittorio Russo
- Scénario : Pietro Francisci
- Dialogues français :
- Décors :
- Costumes : Maria Luisa Panaro
- Chorégraphie :
- Maquillages : Sergio Petruzzelli et Vittoria Silvi
- Photographie : Gino Santini
- Son : Roberto Alberghini
- Montage : Otello Colangeli et Pietro Francisci
- Musique : Alessandro Alessandroni et Nikolai Rimsky-Korsakov (Shéhérazade)
- Direction musicale : Alessandro Alessandroni
- Producteur : Umberto Russo, Vittorio Russo, Angelo Faccenna, Ovidio G. Assonitis, Giorgio-Carlo Rossi[1]
- Sociétés de production : Buton Film, Roas Produzioni, Organisme général égyptien du Cinéma[1]
- Pays d’origine :  Italie /  Égypte
- Langue originale : italien
- Tournage intérieur :
- Format :
- Genre : péplum
- Durée : 101 minutes
- Dates de sortie : 
  - Italie : 20 février 1973
  - France : 2 décembre 1981[1]

## Distribution
Sauf indication contraire, les informations mentionnées dans cette section peuvent être confirmées par la base de données cinématographiques IMDb,  présente dans la section « Liens externes ».
- Robert Malcolm : Simbad / le calife Shariar
- Sonia Wilson : Shérazade
- Luigi Bonos (it) : Firùz
- Leo Valeriano : Bamàn
- Spartaco Conversi : Hassem
- Arturo Dominici : le vizir
- Franco Fantasia : le commandant des gardes
- Eugene Walter : Zenebi
- Paul Oxon : le capitaine du navire
- Maria Luigia Biscardi
- Gianfranco Clerici (sous le pseudo de Mark Davis)
- Eva Maria Gabriel (sous le pseudo d'Eva Maria Grubmuller)
- Carla Mancini
- Alessandro Perrella (it)